# Outkast
Az Outkast egy népszerű amerikai hiphopduó, melynek tagjai: André 3000 és Big Boi. 1991-ben alakultak meg Atlantában. A rap műfaj egyik legjelentősebb együttesének számítanak. A 2003-as "Speakerboxxx/The Love Below" című albumuk bekerült az 1001 lemez, amit hallanod kell, mielőtt meghalsz című könyvbe. Híresek lettek különféle műfajokkal való kísérletezésükkel is, amelyben funk, pszichedelikus, techno és gospel zenei elemeket is felhasználnak. Legismertebb daluk a "Hey Ya", amelynek klipjét az MTV is rendszeresen leadta.
André 3000 készítette a Cartoon Network-ös 3000 osztálya című, zenei témájú rajzfilmet is, amely rövid pályafutása ellenére népszerűnek számít. Az Outkast leghíresebb lemeze a bemutatkozó albumuk, az érdekes című "Southernplayalisticadillacmuzik". Erről a lemezről a "Player's Ball" című dal első helyezést ért el a Billboard Hot Rap Tracks slágerlistán. Karrierjük alatt hat Grammy-díjat is nyertek, illetve több egyéb díjat is nyertek, például az MTV, illetve a Nickelodeon díjátadó gáláin is. 2006-ig tevékenykedtek. 2007 óta szünetet tartanak, a tagok szólókarrierbe kezdtek. 2014-ben újból összeálltak, hogy megünnepeljék huszadik évfordulójukat.

## Stúdióalbumok
- Southernplayalisticadillacmuzik (1994)
- ATLiens (1996)
- Aquemini (1998)
- Stankonia (2000)
- Speakerboxxx/The Love Below (2003)
- Idlewild (2006)